# نیل‌سنگ‌چشم بروبرو
نیل‌سنگ‌چشم بروبرو (نام علمی: Nilaus afer) نام یک گونه از تیره سنگ‌چشم بیشه است.